# Yeshivá de Aix-les-Bains
La Yeshivá de Aix-les-Bains es una de las principales academias talmúdicas de Francia. Una yeshivá fue establecida por el Rabino Ernst Weill en Neudorf, Estrasburgo, Francia, en 1933. La yeshivá estaba dirigida por el Rabino Simchá Wasserman, hijo del eminente talmudista, el Rabino Elchonon Wasserman, el centro era entonces la única yeshivá de Francia. En 1938, el Rabino Wasserman emigró a los Estados Unidos, dejando la dirección de la yeshivá de Neudorf al Rabino Yitzchak Chaikin, un discípulo del Rabino Israel Meir Kegan, el Chofetz Chaim, y del Rabino Elchonon Wasserman. 
El Rabino Chaikin pronto fue deportado a Alemania, y la yeshivá tuvo que cerrar sus puertas en 1939, hasta el fin de la Segunda Guerra Mundial. Su colegio académico abrió de nuevo sus puertas después de la guerra, en junio de 1945, en el pueblo de Aix-les-Bains, donde se estableció definitivamente.
La yeshivá fue dirigida de nuevo por el Rabino Yitzchak Chaikin, recién liberado de la cautividad, la yeshivá acogió a numerosos ex-prisioneros liberados de los campos de concentración nazis, y a los supervivientes de la Shoá. Actualmente, la yeshivá es dirigida por el Rabino Yitzchak Weill.
El Rabino Moshe Yitzchok Gewirtzman (1882-1976), fue el fundador de la dinastía jasídica polaca de Pshevorsk, conocido como Reb Itzikel, fue un gran rabino jasídico de origen polaco, que después de la Segunda Guerra Mundial vivió en París, Francia, entre 1949 y 1957, antes de establecerse en Amberes, Bélgica. El Rabino Itzikel pasó un verano en el pueblo francés de Aix-les-Bains, y visitó la yeshivá. A pesar de ser un centro de tradición asquenazí, la Yeshivá de Aix-les-Bains, a formado a un gran número de jóvenes miembros de la comunidad judía, originarios de Marruecos y Túnez.